# Sean Pertwee
Sean Carl Roland Pertwee (født 4. juni 1964) er en engelsk skuespiller, fortæller og producer. Hans roller i film og tv inkluderer Chancer (1990), Leon the Pig Farmer (1992), Cadfael (1994), Bodyguards (1997), Event Horizon (1997), Stiff Upper Lips (1998), Soldier (1998), Cleopatra (1999), Love, Honour and Obey (2000), Dog Soldiers (2002), Julius Caesar (2003), Ancient Rome–The Rise And Fall of an Empire: Caesar (2006), Doomsday (2008), Honest (2008), Devil's Playground (2010), Four (2011), Wild Bill (2011), Elementary (2013–2014), Howl (2015), Gotham (2014-2019), Agatha Christie's The Pale Horse (2020), You (2023), Silent Witness (2024) og The Night Caller (2024).

## Filmografi

### Film
| År   | Titel                              | Rolle                   | Noter/Refs.       |
| ---- | ---------------------------------- | ----------------------- | ----------------- |
| 1991 | Coping with Cupid                  | Peter                   | Short             |
| 1992 | Leon the Pig Farmer                | Keith Chadwick          | [ 4 ]             |
| 1993 | Dirty Weekend                      | The Quiet One           |                   |
| 1993 | Swing Kids                         |                         | Uncredited        |
| 1994 | Shopping                           | Tommy                   | [ 5 ]             |
| 1995 | Blue Juice                         | J.C.                    |                   |
| 1995 | ID                                 | Martin                  | [ 6 ]             |
| 1997 | Event Horizon                      | Pilot Smith             | [ 7 ] [ 8 ] [ 9 ] |
| 1998 | Soldier                            | Mace                    | [ 10 ]            |
| 1998 | Tale of the Mummy                  | Bradley Cortese         |                   |
| 1998 | Stiff Upper Lips                   | George                  | [ 11 ] [ 12 ]     |
| 1999 | Cleopatra                          | Brutus                  |                   |
| 2000 | Five Seconds to Spare              | Piers                   | [ 13 ]            |
| 2000 | Love, Honour and Obey              | Sean                    | [ 14 ]            |
| 2000 | Du lebst noch 7 Tage               | Martin Shaw             | [ 15 ]            |
| 2001 | The 51st State                     | Detective Virgil Kane   | [ 16 ]            |
| 2002 | Equilibrium                        | Far                     | [ 10 ]            |
| 2002 | Dog Soldiers                       | Sergeant Harry G. Wells | [ 10 ]            |
| 2005 | Goal!                              | Barry Rankin            | [ 10 ]            |
| 2005 | The Adventures of Greyfriars Bobby | Duncan Smithie          | [ 10 ]            |
| 2005 | The Prophecy: Uprising             | Dani Simionescu         | [ 10 ]            |
| 2005 | The Last Drop                      | Sgt Bill McMillan       | [ 10 ]            |
| 2006 | Renaissance                        | Montoya                 | [ 10 ]            |
| 2006 | Wilderness                         | Jed                     | [ 10 ]            |
| 2007 | Dangerous Parking                  | Ray Molina              | [ 10 ]            |
| 2007 | Goal! 2: Living the Dream...       | Barry Rankin            | [ 10 ]            |
| 2007 | Botched                            | Mr. Groznyi             | [ 10 ]            |
| 2008 | Doomsday                           | Dr. Talbot              | [ 10 ]            |
| 2008 | Mutant Chronicles                  | Nathan Rooker           |                   |
| 2010 | 4.3.2.1.                           | Mr. Richards            |                   |
| 2010 | Just for the Record                | Sensei                  | [ 10 ]            |
| 2010 | Ultramarines: The Movie            | Brother Proteus         | [ 17 ]            |
| 2010 | Devil's Playground                 | Rob                     | [ 10 ]            |
| 2011 | Four                               | Detective               | [ 10 ]            |
| 2011 | Wild Bill                          | Jack                    |                   |
| 2012 | The Seasoning House                | Goran                   | [ 18 ]            |
| 2012 | Naked Harbour                      | Robert                  |                   |
| 2012 | St George's Day                    | Proctor                 | [ 10 ]            |
| 2013 | UFO                                | Tramp                   | [ 19 ]            |
| 2013 | The Magnificent Eleven             | Pete                    |                   |
| 2013 | Alan Partridge: Alpha Papa         | SFO Steve Stubbs        | [ 20 ]            |
| 2015 | Howl                               | Train Driver Tony       |                   |
| 2020 | The Reckoning                      | Moorcroft               |                   |
| 2022 | The Invitation                     | Mr. Fields              |                   |
| 2024 | Duchess                            | Danny Oswald            |                   |

### Tv
| År        | Titel                                               | Rolle/                                            | Notes/Refs.                                                                                               |
| --------- | --------------------------------------------------- | ------------------------------------------------- | --- |
| 1989      | Poirot: The King of Clubs                           | Ronnie Oglander                                   | |
| 1989      | Casualty                                            | Nick                                              | Series 4 Episode 3 - "Chain Reaction"                                                                     |
| 1989      | Hard Cases                                          | Dominic Lutovski                                  | |
| 1990      | Chancer                                             | Jamie Douglas                                     | Recurring                                                                                                 |
| 1990      | Cluedo                                              | Richard Forrest                                   | Episode: "Christmas Past, Christmas Present" (S 1:Ep 7)                                                   |
| 1991      | The Chief                                           | Det. Sgt. Kevin Powers                            | Episode: "Episode 2" (S 2:Ep 2)                                                                           |
| 1991      | Clarissa                                            | John Belford                                      | |
| 1992      | Virtual Murder                                      | Matt Andries                                      | Episode: "Dreams Imagic" (S 1:Ep 6)                                                                       |
| 1992      | The Young Indiana Jones Chronicles                  | Captain Heinz                                     | Episode: "Trenches of Hell, Part 2)" (S 2:Ep 3)                                                           |
| 1992      | Boon                                                | David Kennedy                                     | Episode: "Whispering Grass" (S 8:Ep 12)                                                                   |
| 1992      | The Ruth Rendell Mysteries                          | Det Sgt Barry Vine                                | 4 episodes                                                                                                |
| 1992      | A Touch of Frost                                    |                                                   | Episode: "Quarry"                                                                                         |
| 1993      | Peak Practice                                       |                                                   | Episode: "Hope to Die"                                                                                    |
| 1994      | Cadfael                                             | Sheriff Hugh Beringar                             | Series 1                                                                                                  |
| 1996      | Deadly Voyage                                       | Ion Plesin                                        | TV film directed by John Mackenzie and written by Stuart Urban                                            |
| 1997      | Bodyguards                                          | Ian Worell                                        | Hovedrolle                                                                                                |
| 1998      | Macbeth                                             | Macbeth                                           | UK TV |
| 2000      | Operation Good Guys                                 | Episode: "The Leader" (S 3:Ep 4)                  | |
| 2000      | In the Beginning                                    | Isaac                                             | Todelt miniserie instrueret af Kevin Connor                                                               |
| 2001      | Cold Feet (2001)                                    | Mark Cubitt                                       | Guest star; Series 4                                                                                      |
| 2003      | Cold Feet (2003)                                    | Mark Cubitt                                       | Guest Star; Series 5                                                                                      |
| 2003      | Waking The Dead                                     | Carl Mackenzie                                    | Episodes: Skabelon:Plain list                                                                             |
| 2003      | Julius Caesar (2003)                                | Titus Labienus                                    | Todelt miniserie instrueret af Uli Edel                                                                   |
| 2004      | Bo' Selecta!                                        | Himself                                           | Episode: "Episode Five" (S 3:Ep 5)                                                                        |
| 2004–2005 | A Bear's Tail                                       | Richard Head                                      | Series 4 – 7 episodes                                                                                     |
| 2006      | Agatha Christie's Marple                            | Dr. Owen Griffith                                 | Episode: "The Moving Finger"                                                                              |
| 2006      | Ancient Rome–The Rise And Fall of an Empire: Caesar | Julius Caesar                                     | |
| 2007      | Nuclear Secrets                                     | Fortæller                                         | Miniserie i fem afsnit                                                                                    |
| 2007      | The Tudors                                          | English ambassador in the Italian Duchy of Urbino | Episode: "In Cold Blood" (S 1:EP 1)                                                                       |
| 2007      | When Evil Calls                                     | The Janitor                                       | Miniserie                                                                                                 |
| 2008      | Honest                                              | DS. Ed Bain                                       | Skabelon:Plain list                                                                                       |
| 2008      | The Wrong Door                                      |                                                   | Skabelon:Plain list                                                                                       |
| 2008      | Skins                                               | Soldier on the Train and Simon the Lecturer       | Episode: "Tony" (S 2:Ep 6)                                                                                |
| 2008      | A Journey To The Edge Of The Universe               | Narrator                                          | |
| 2009      | Law & Order: UK                                     | Josh Pritchard                                    | Episode: "Vice" (S 1:Ep 3)                                                                                |
| 2010      | Luther                                              | Terry Lynch                                       | Episode: "Episode 2" (S 1:Ep 2)                                                                           |
| 2011      | National Geographic: Islands Series                 | Narrator                                          | Cyprus |
| 2011      | Camelot                                             | Sir Ector                                         | recurring; Series 1                                                                                       |
| 2013      | Jo                                                  | Charlie                                           | Six episodes                                                                                              |
| 2013      | The Five(ish) Doctors Reboot                        | Himself                                           | |
| 2013      | Agatha Christie's Poirot                            | Sir George Stubbs                                 | Episode: "Dead Man's Folly"                                                                               |
| 2013      | Death in Paradise                                   | Malcolm Powell                                    | Episode: "A Deadly Party" (S 2:EP 8)                                                                      |
| 2013–2014 | Elementary                                          | Inspector Lestrade                                | 3 episodes                                                                                                |
| 2014–2019 | Gotham                                              | Alfred Pennyworth                                 | Hovedrolle                                                                                                |
| 2014      | The Musketeers                                      | Sarazin                                           | Episode: "Musketeers Don't Die Easily" (S 1:EP 10)                                                        |
| 2019      | Prodigal Son                                        | Owen Shannon                                      | Episode: "Silent Night" (S 1:EP 10)                                                                       |
| 2020      | Agatha Christie's The Pale Horse                    | Inspector Lejeune                                 | |
| 2020      | Two Weeks to Live                                   | Jimmy                                             | |
| 2023      | You                                                 | Vic                                               | |
| 2023–     | Naked, Alone and Racing to Get Home                 | Narrator                                          | |
| 2024      | Silent Witness                                      | Detective Inspector John Flynn                    | Episodes: "Death by a Thousand Hits" Part 1 (S 27: Ep 7) & "Death by a Thousand Hits" Part 2 (S 27: Ep 8) |
| 2024      | The Night Caller                                    | Lawrence Brightway                                | [ 26 ] |

### Teater
| År   | Titel     | Rolle/              | Noter                                                        | Refs.  |
| ---- | --------- | ------------------- | ------------------------------------------------------------ | ------ |
| 1997 | Tom Jones | Captain Fitzpatrick | A BBC adaptation for the stage by playwright Joan Macalpine. | [ 27 ] |

### Radio
| År   | Titel             | Rolle/      | Refs.  |
| ---- | ----------------- | ----------- | ------ |
| 2011 | Burning Both Ends | Oliver Reed | [ 28 ] |

### Computerspil
| År   | Titel                               | Rolle/                       | Refs. |
| ---- | ----------------------------------- | ---------------------------- | ----- |
| 1996 | The Gene Machine                    | Piers Featherstonehaugh      |       |
| 2001 | Shadowman: Second Coming            | Asmodeus & additional voices |       |
| 2002 | Medieval: Total War                 | Narrator                     |       |
| 2003 | Primal                              | Jared                        |       |
| 2003 | Warhammer 40,000: Fire Warrior      | Governor Severus             |       |
| 2003 | Gladiator: Sword of Vengeance       | Invictus Thrax               |       |
| 2004 | Killzone                            | Colonel Gregor Hakha         |       |
| 2008 | Fable II                            | Additional Voices            |       |
| 2009 | Killzone 2                          | Colonel Mael Radec           |       |
| 2010 | Fable III                           | Captain Saker                |       |
| 2012 | PlayStation All-Stars Battle Royale | Colonel Mael Radec           |       |
| 2013 | Assassin's Creed IV: Black Flag     | Peter Chamberlaine           |       |